# 北区 (大阪市)

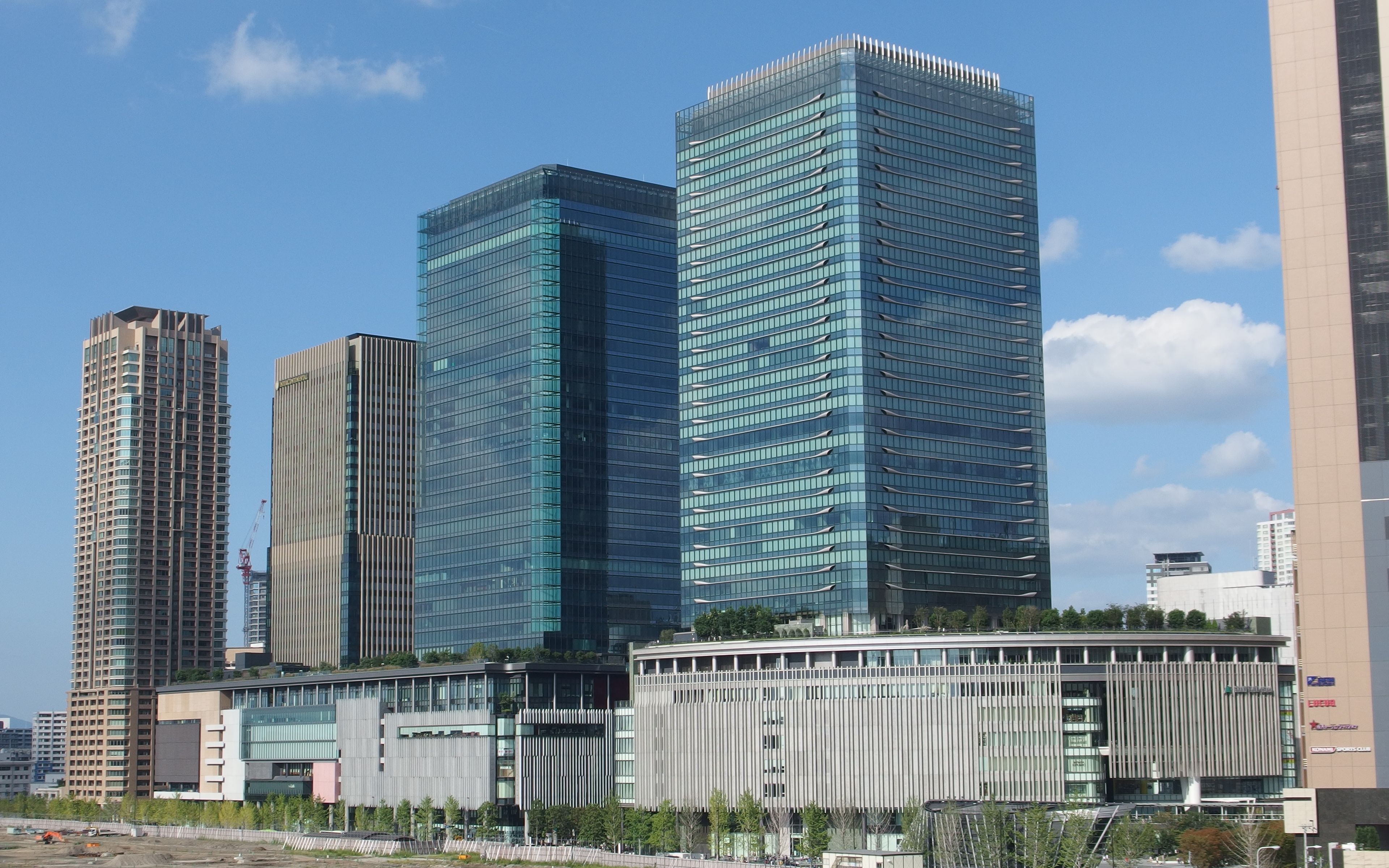
グランフロント大阪
（梅田北ヤード（うめきた）第一期開発区域）

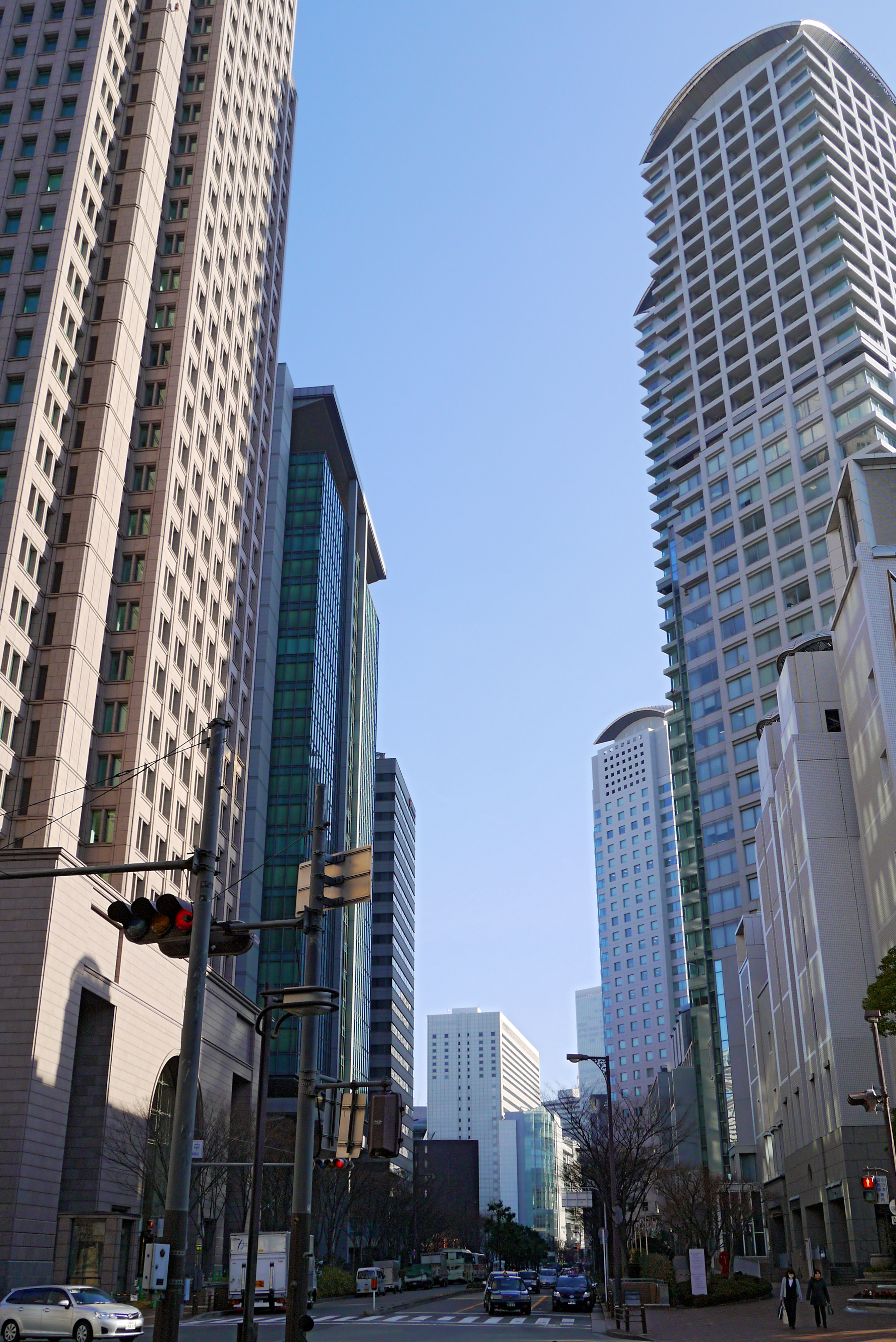
オオサカガーデンシティ
（西梅田地区）

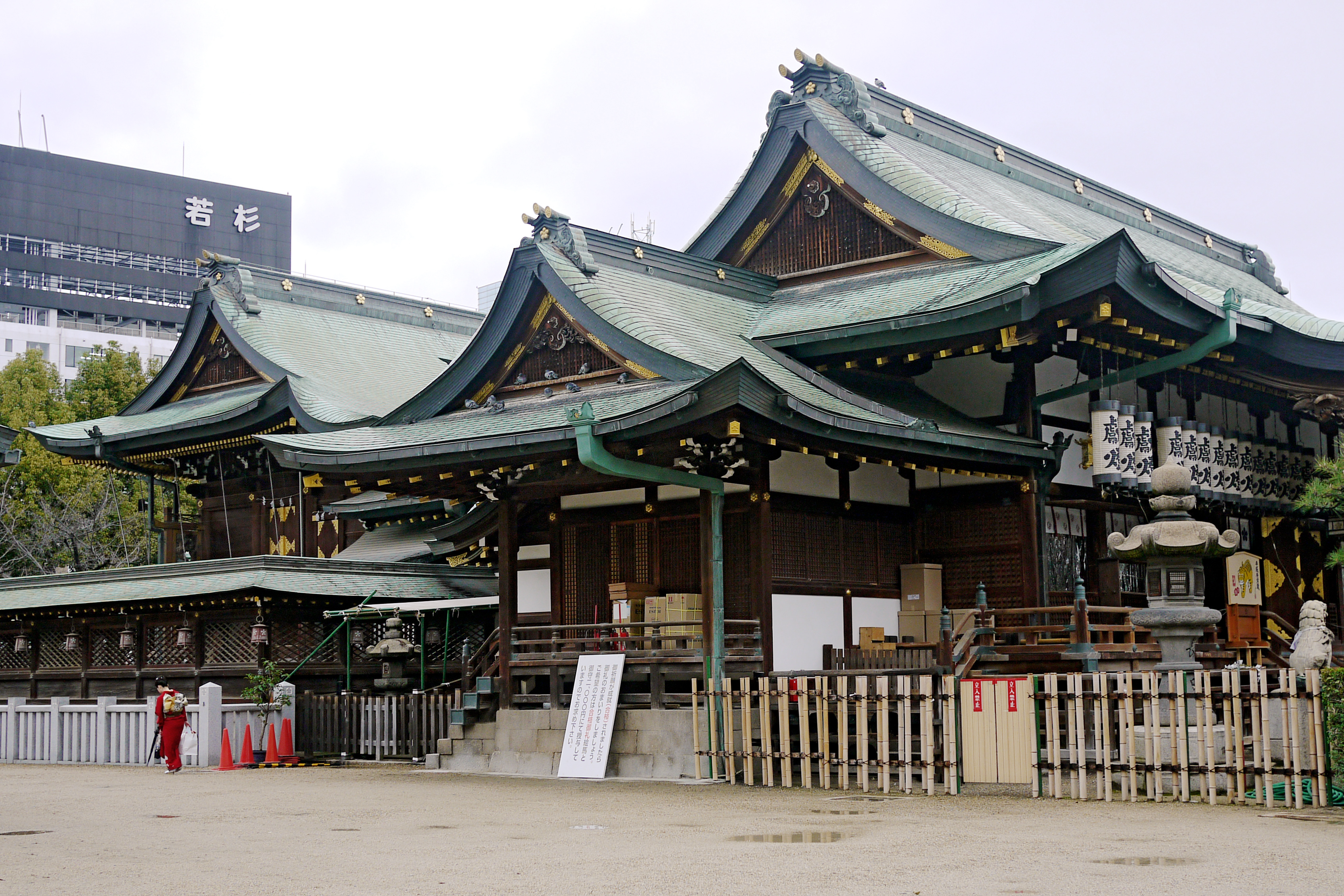
大阪天満宮
（社殿）

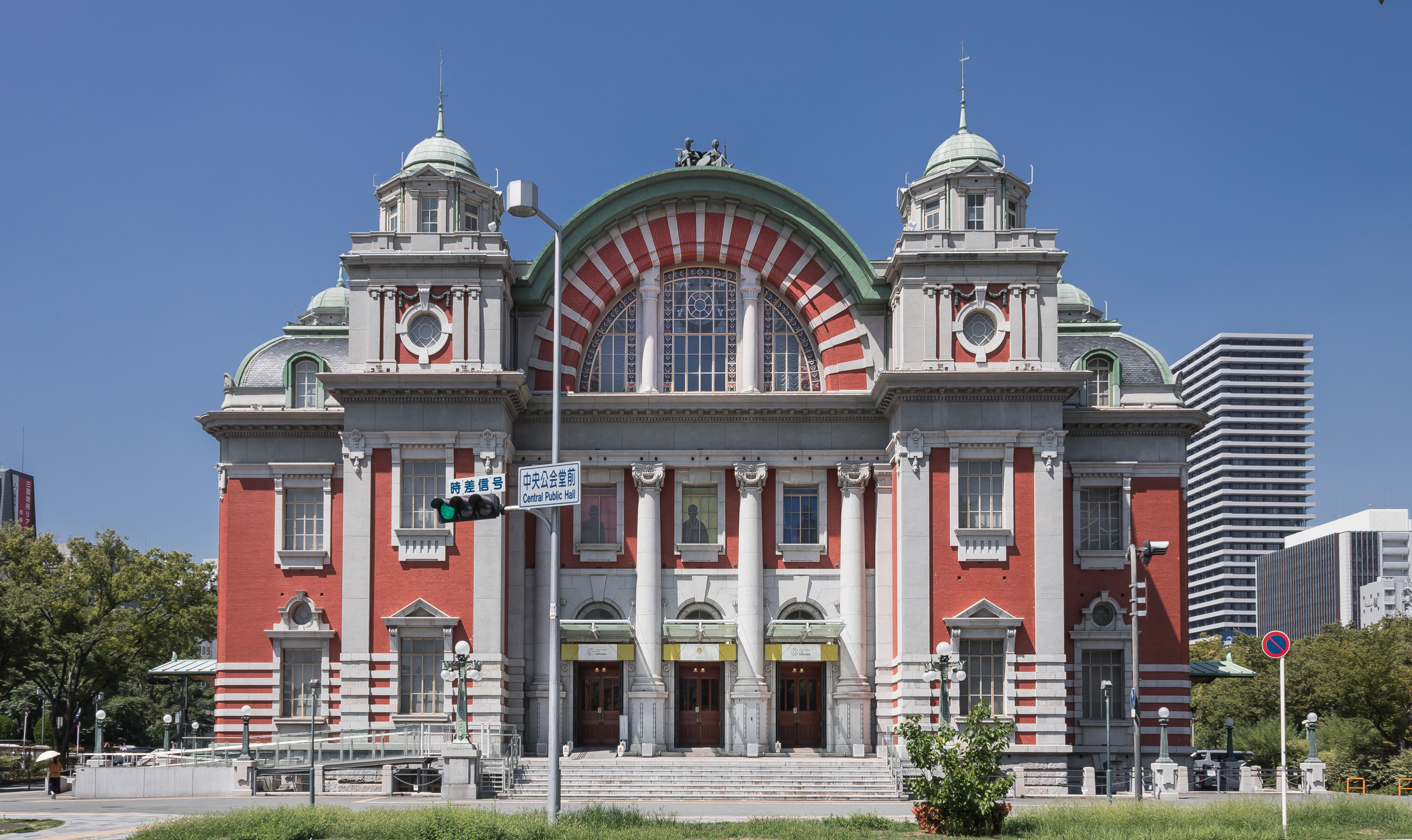
大阪市中央公会堂（中之島地区）

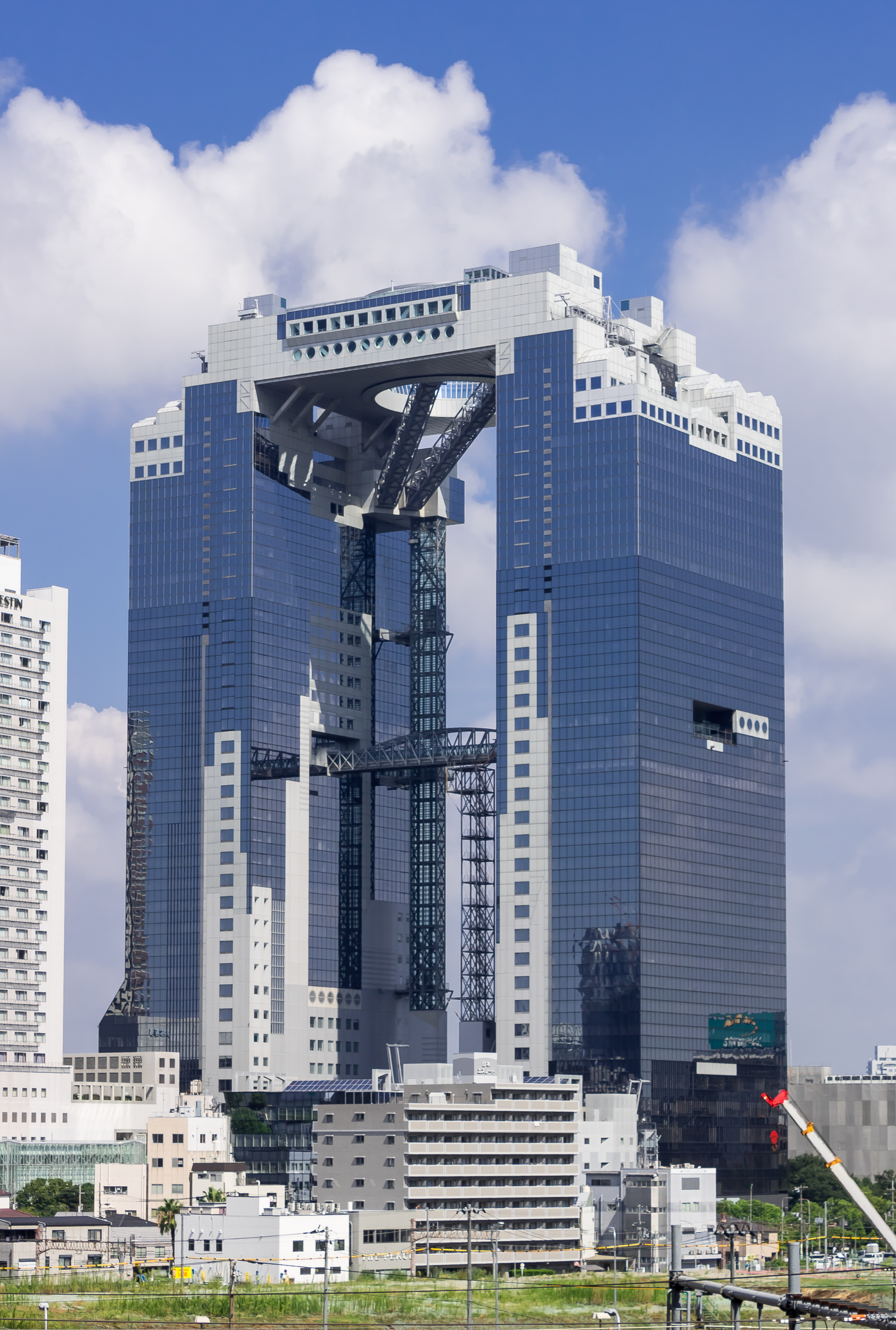
梅田スカイビル（新梅田シティ）

北区（きたく）は、大阪市を構成する24行政区のうちの一つ。大阪都心6区の一角であり、隣接する中央区とともに、大阪市および大阪都市圏の中心業務地区（CBD）を成している。区の中心地域には西日本最大級のターミナル駅である大阪駅を中心に日本最大級の超高層ビル群や日本屈指の繁華街を有する。大阪市役所（大阪市庁舎）所在地である。

## 概要
梅田・北新地・中之島・堂島・天満などの大阪における政治・経済・文化活動の中心となる街を多数擁し、隣接する中央区と共に大都市大阪の都心部を担っている。梅田・北新地を中心とした広域な繁華街・歓楽街はキタと呼ばれ、難波や心斎橋を中心としたミナミと双璧を成す大阪の一大商業エリアである。区の北端を淀川、東端を大川、南端を土佐堀川が流れている。
梅田地区は、西日本最大の鉄道ターミナルである大阪駅・梅田駅を有し、その周囲を超高層ビルが取り囲む、大阪における経済・交通の中心地の一つである。梅田には阪急電鉄・阪神電鉄によって早くからターミナルデパートなどの都市開発がなされ、現在では日本屈指の繁華街やビジネス街を形成している。東海道・山陽新幹線の停車駅である新大阪駅（淀川区所在）の開業により、梅田地区に位置する大阪駅の遠距離旅客のターミナル機能は大幅に低下したが、大阪駅および隣接する私鉄各社の梅田駅はそれぞれ阪神間・京阪間の都市間輸送における最大の拠点であり、加えて阪急大阪梅田駅は北摂方面、JR大阪駅は北陸・山陰方面からの大阪の玄関口としての地位を維持している。また、梅田は大阪のメインストリートである御堂筋の起点であり、御堂筋は梅田から中之島（淀屋橋）を経由して難波までを結んでいる。御堂筋の地下を走行するOsaka Metro（旧大阪市営地下鉄）御堂筋線は日本初の公営地下鉄である。
北新地は梅田の南側に位置しており、西日本随一の高級歓楽街として知られる。堂島川・土佐堀川付近の堂島・堂島浜・中之島エリアは、江戸時代から続く大阪の中心市街地であり、歴史的なビジネス地区でもある。江戸時代には世界初の先物取引所である堂島米市場が所在していた場所である。当時においては日本経済の中心として蔵屋敷が立ち並んでいたこのエリアは、現在でも多くの企業が本社・本店などを置く、大阪の中心業務地区（CBD）である。また、中之島には大阪市役所や日本銀行大阪支店など、重要な公的機関も立地する。
梅田や中之島のように、都会的な面がある一方で、近世からの市街地である区東部の天満には日本一長い商店街である天神橋筋商店街が発達し、戦災を部分的に免れた長柄・中崎町・中津などには長屋が密集するなど、下町的な情緒も残る。
また北区は、関西でもっとも活発に都市再開発がなされている地域であり、とりわけ梅田地区は、堂島・中之島や隣接する中央区の船場（北浜・道修町・本町など）などの伝統的なオフィス街を凌駕するほどのビジネス街へと発展している。大規模な再開発の進展により、伝統的な大阪の中心業務地区 (CBD) である船場や淀屋橋ではなく、鉄道交通の利便性が高い梅田に本社・大阪（関西）支社などを置く企業が増加した。再開発は大規模なものではダイヤモンド地区、オオサカガーデンシティ（西梅田）、梅田貨物駅跡地のグランフロント大阪（うめきた1期）と続き、グラングリーン大阪（うめきた2期）で再開発が進行中。他に新梅田シティ（梅田スカイビル）、茶屋町、大阪ステーションシティ（JR大阪駅ビル）などの大規模再開発も行われた。
北区の昼夜間人口比率は349.5と中央区（516.6）に次いで2番目に高く、2015年から2020年の人口増減率は12.7％と西区（14.5％）に次いで2番目に高い。

## 地名
- 池田町
- 浮田1 - 2丁目
- 梅田1 - 3丁目
- 扇町1 - 2丁目
- 大深町
- 大淀北1 - 2丁目
- 大淀中1 - 5丁目
- 大淀南1 - 3丁目
- 角田町
- 神山町
- 菅栄町
- 黒崎町
- 紅梅町
- 国分寺1 - 2丁目
- 小松原町
- 芝田1 - 2丁目
- 末広町
- 菅原町
- 曽根崎1 - 2丁目
- 曽根崎新地1 - 2丁目
- 太融寺町
- 茶屋町
- 鶴野町
- 天神西町
- 天神橋1 - 8丁目
- 天満1 - 4丁目
- 天満橋1 - 3丁目
- 兎我野町
- 豊崎1 - 7丁目
- 同心1 - 2丁目
- 堂島1 - 3丁目
- 堂島浜1 - 2丁目
- 堂山町
- 中崎1 - 3丁目
- 中崎西1 - 4丁目
- 中津1 - 7丁目
- 中之島1 - 6丁目
- 長柄中1 - 3丁目
- 長柄西1 - 2丁目
- 長柄東1 - 3丁目
- 浪花町
- 錦町
- 西天満1 - 6丁目
- 野崎町
- 万歳町
- 東天満1 - 2丁目
- 樋之口町
- 本庄西1 - 3丁目
- 本庄東1 - 3丁目
- 松ケ枝町
- 南扇町
- 南森町1 - 2丁目
- 山崎町
- 与力町

## 隣接している区
- 中央区
- 西区
- 淀川区
- 東淀川区
- 福島区
- 都島区

## 歴史
旧：北区
- 1869年（明治2年） - 大坂三郷再編により、北大組が発足。
- 1875年（明治8年） - 大区小区制施行により、北大組が第4大区となる。
- 1879年（明治12年） - 郡区町村編制法施行により、第4大区が北区となる。区役所を樽屋町に設置。
- 1889年（明治22年） - 市制施行により、大阪市の行政区へ移行。
- 1893年（明治26年） - 区役所を若松町に移転。
- 1897年（明治30年） - 大阪市第一次市域拡張により、西成郡下福島村・上福島村・曾根崎村・北野村の全域と野田村・豊崎村・川崎村・東成郡鯰江村・野田村・都島村の一部を編入。
- 1911年（明治44年） - 区役所を曾根崎上1丁目に移転。
- 1925年（大正14年） - 北安治川通・旧下福島村・上福島村・野田村（西成郡）域を此花区、安治川以南を港区として分離。
- 1943年（昭和18年） - 区の境界見直し。一部区域を福島区・大淀区・都島区にそれぞれ分離編入。

旧：大淀区
- 1925年（大正14年） - 大阪市第二次市域拡張により、西成郡から大阪市に編入される。のちの大淀区に該当する区域はおおむね、東淀川区となった旧西成郡中津町・豊崎町の大半と、西淀川区となった西成郡鷺洲町の東部に当たる。
- 1943年（昭和18年） - 東淀川区のうち淀川南岸の地域を中心に、また北区・西淀川区・此花区の一部も併せて大淀区になる。

現：北区
- 1989年（平成元年）2月13日 - 北区と大淀区の合区によって誕生。なお、合区によって旧・北区は廃止されているため、現在の北区と合区前の旧・北区では全国地方公共団体コードが異なっている。

上町台地から西部に位置し、発足時の旧北区は近世からの市街地だった地域で、蔵屋敷が並ぶ中之島、米取引の中心になるなど商家の多い堂島、青物市場が淀川沿いに並び、商業が盛んな一方大阪天満宮や寺町があるなど閑静な文化地区でもあった天満などからなっていた。一方、曾根崎新地・西天満の北側は曾根崎村・北野村で、前者のうちの梅田は水田地帯、後者のうちの茶屋町は菜の花畑を見るための茶屋が立ち並び、さらに北の中津など旧大淀区は中津川沿いの近郊農村であった。
近代以降、天満には国の造幣局の建設を皮切りに金属工業が栄え、中之島は蔵屋敷がなくなった後に市役所、学校、中央郵便局などが相次いで立ち並び、東端は公園となった。また梅田には東海道線の鉄道駅・「梅田ステンショ」（大阪駅）が建設され、大阪の表玄関として変貌した。旧大淀区では、中津川のあった場所には洪水対策として淀川の放水路・新淀川が建設され、多くの村が立ち退きにあったが、次第に大阪市街地に取り込まれ住宅地・工業用地になっていった。
昭和初期には中之島・堂島に大阪ビルヂングや大阪朝日新聞・大阪毎日新聞などのオフィスビルが並び、梅田には阪急や阪神など電鉄会社のターミナルには百貨店が併設され、映画館や劇場も立ち並ぶ繁華街が形成された。
1934年（昭和9年）9月21日、室戸台風の暴風雨により豊崎第一小学校（大阪市立豊崎本庄小学校）、豊崎第三小学校（大阪市立豊崎小学校）、豊崎第四小学校（大阪市立豊崎東小学校）の木造校舎が倒壊。校舎の下敷きになるなどして児童の死傷者多数、特に、第四小学校は翌日の新聞報道の時点で死亡19人、負傷13人、行方不明3人と大きな被害を出した。
1945年（昭和20年）の大阪大空襲でほとんどの地区は焼け野原となり大阪駅前は闇市になったが、戦後数十年をかけて区画整理された結果高層ビル街となった。また、戦後に発展の方向が北大阪に転じたこともあって、大阪市街の北玄関である梅田は巨大化の一途を辿り、オフィス街・繁華街ともに旧東区の船場や旧南区の心斎橋など伝統的な中心地を次第に凌ぐようになった。

## 人口
2015年の国勢調査によると、北区の総人口は123,667人である。いわゆる「ドーナツ化現象」の影響で長らく人口は右肩下がりであったが、1990年代以降の都心回帰の流れを受けて回復しており、2005年の国勢調査ではおよそ35年ぶりに人口が10万人の大台に達した。その後も区内では都心型の超高層マンションの建設が盛んで居住人口は増え続けている。
| 北区（に相当する地域）の人口の推移 |           |  |
| \| 1970年（昭和45年） \| 102,149人 \| \| \| 1975年（昭和50年） \| 86,425人 \| \| \| 1980年（昭和55年） \| 87,969人 \| \| \| 1985年（昭和60年） \| 91,285人 \| \| \| 1990年（平成2年） \| 87,447人 \| \| \| 1995年（平成7年） \| 85,487人 \| \| \| 2000年（平成12年） \| 91,952人 \| \| \| 2005年（平成17年） \| 100,385人 \| \| \| 2010年（平成22年） \| 110,392人 \| \| \| 2015年（平成27年） \| 123,667人 \| \| \| 2020年（令和2年） \| 139,376人 \| \| |           |  |
| 総務省統計局 国勢調査より |           |  |
| 1970年（昭和45年） | 102,149人 |  |
| 1975年（昭和50年） | 86,425人  |  |
| 1980年（昭和55年） | 87,969人  |  |
| 1985年（昭和60年） | 91,285人  |  |
| 1990年（平成2年） | 87,447人  |  |
| 1995年（平成7年） | 85,487人  |  |
| 2000年（平成12年） | 91,952人  |  |
| 2005年（平成17年） | 100,385人 |  |
| 2010年（平成22年） | 110,392人 |  |
| 2015年（平成27年） | 123,667人 |  |
| 2020年（令和2年） | 139,376人 |  |

## マスメディア

### 新聞
- 毎日新聞大阪本社（梅田三丁目）
- スポーツニッポン新聞社 大阪本社（梅田三丁目）
- 朝日新聞大阪本社（朝日新聞社本店）（中之島二丁目）
- 日刊スポーツ（日刊スポーツ新聞西日本 本部（本店）・大阪本社）（中之島二丁目）※1
- 読売新聞大阪本社（野崎町）
- スポーツ報知（報知新聞社 大阪本社）（野崎町）※2
- 大阪日日新聞（新日本海新聞社 大阪本社）（中津）※3
- 中日新聞・東京新聞（中日新聞社 大阪支社）（堂島二丁目）

※1=2009年4月に日刊スポーツの地域発行本社である大阪・名古屋・西部（福岡）本社と組織統合（存続法人は大阪本社）。元々大阪本社は豊中市（広告・販売は福島区）にあったが、2002年に広告・販売部門を北区の旧新朝日ビルに移転。本社の本体業務も2005年に統合・移転された。ただし、2009年1月-2012年12月は新朝日ビルの中之島フェスティバルタワー東棟への建て替えのため暫定的に福島区に移転し、2013年復帰。
※2=2008年1月1日に北区本庄西から野崎町の読売大阪ビルに移転。
- ※3=2014年4月に中央区博労町から中津のグットヒルグループ大阪ビルに移転。

他に、産経新聞の大阪本社が梅田二丁目の大阪サンケイビル（現：ブリーゼタワー）にあったが、2005年8月8日に浪速区湊町二丁目の難波サンケイビルに移転した。

### テレビ・ラジオ
- MBSメディアホールディングス（茶屋町）
  - 毎日放送（MBSテレビ）
  - MBSラジオ
- 関西テレビ放送（KTV・カンテレ）（扇町二丁目）
- FM802（天神橋二丁目北）

※FM802が運営するFM COCOLOのスタジオも同居。
- エフエムキタ（ウメダFM Be Happy!789）（コミュニティ放送。梅田二丁目）

朝日放送（現：朝日放送グループホールディングス）の本社が北区大淀南に存在したが、2008年5月18日に本社機能を移転し、同年6月23日に福島区福島の再開発施設「ほたるまち」に完全移転した。
かつては讀賣テレビ放送の本社も北区東天満に存在した（1988年6月に中央区〈当時は東区〉城見の大阪ビジネスパークに移転）。またエフエム大阪の本社も北区中之島の朝日新聞ビルに存在した（2002年7月に浪速区湊町の湊町リバープレイスに移転）。

## 交通

### 鉄道
西日本旅客鉄道（JR西日本）
 東海道本線（JR神戸線・JR京都線）： 大阪駅
 大阪環状線： 天満駅 -  大阪駅
 JR東西線： 大阪天満宮駅 -  北新地駅
阪急電鉄
 京都本線：大阪梅田駅
 神戸本線・ 宝塚本線：大阪梅田駅 - 中津駅
 千里線：天神橋筋六丁目駅
阪神電気鉄道
 本線：大阪梅田駅
大阪市高速電気軌道 (Osaka Metro)
 御堂筋線：中津駅 - 梅田駅
 谷町線：天神橋筋六丁目駅 - 中崎町駅 - 東梅田駅 - 南森町駅
 四つ橋線：西梅田駅
 堺筋線：天神橋筋六丁目駅 - 扇町駅 - 南森町駅
京阪電気鉄道
■ 中之島線：中之島駅 - 渡辺橋駅 - 大江橋駅 - なにわ橋駅

### バス
- 大阪シティバス
- 阪急バス（うめぐるバス）
- 北港観光バス（中之島ループバス）
- 大阪バス（御堂筋線・新大阪駅 - 帝国ホテル大阪 - ホテルニューオータニ大阪線）

上記は一般路線バス。この他、大阪駅・梅田周辺に高速バスや空港リムジンバスも多数発着する。

### 道路
- 阪神高速道路
  - 1号環状線：堂島入口 - 北浜出口
  - 11号池田線：出入橋出口 - 中之島入口 - 梅田出入口
  - 12号守口線：南森町出入口 - 扇町出入口 - 長柄出入口
- 曽根崎通（国道1号、国道2号、国道163号）
- 御堂筋（国道25号、国道26号、国道165号、国道176号）
- 十三筋、十三バイパス（国道176号）
- 新御堂筋（国道423号）
- 天神橋筋（大阪府道14号、大阪府道102号）
- 天満橋筋（大阪府道30号）
- なにわ筋（大阪府道41号）
- 堺筋（大阪府道102号）
- 都島通（大阪市道大阪環状線）
- 四つ橋筋（大阪市道南北線）
- 城北公園通（大阪市道中津太子橋線）
- 大阪市道九条梅田線

## 教育

### 大学
- 大阪工業大学（梅田キャンパス）
- 大阪大学（中之島センター）
- 大阪市立大学 (梅田サテライト)
- 関西大学（梅田キャンパス）
- 関西学院大学（梅田キャンパス）
- 龍谷大学（大阪梅田キャンパス）
- テンプル大学ジャパンキャンパス（大阪駅前第3ビル）
- 宝塚大学（大阪梅田キャンパス）
- 名古屋商科大学大学院（大阪うめきたキャンパス）
- 国際ファッション専門職大学（大阪キャンパス）
- 大阪国際工科専門職大学
- LCA大学院大学（廃止）

### 高等学校
- 大阪府立桜和高等学校 -  松ケ枝町1-38（従来の大阪市立扇町総合高等学校敷地に2022年開校）
- 金蘭会高等学校 - 大淀南3-3-7
- 大阪市立扇町総合高等学校（閉校） - 統廃合での桜和高等学校設置により、2022年度以降の募集停止。2024年3月閉校。2022年の府立移管に伴い、2022年4月-2024年3月の2年間のみ、正式な校名は「大阪府立扇町総合高等学校」。
- 大阪市立扇町高等学校（閉校） - 中之島5丁目。2008年に此花区（大阪市立咲くやこの花中学校・高等学校敷地内）に移転。2010年3月閉校。

### 小学校・中学校
（中学校）
- 大阪市立北稜中学校 - 天満橋1-1-58
- 大阪市立大淀中学校 - 大淀中2-1-11
- 大阪市立豊崎中学校 - 本庄東3-4-8
- 大阪市立新豊崎中学校 - 長柄東2-2-30
- 大阪市立天満中学校 - 神山町12-9

（小学校）
- 大阪市立滝川小学校 - 天満1-24-15
- 大阪市立堀川小学校 - 東天満2-10-7
- 大阪市立西天満小学校 - 西天満3-12-21
- 大阪市立菅北小学校 - 菅栄町9-5
- 大阪市立豊崎東小学校 - 長柄中2-3-30
- 大阪市立豊崎本庄小学校 - 本庄西2-1-16
- 大阪市立中津小学校 - 中津3-34-18
- 大阪市立大淀小学校 - 大淀中4-10-33
- 大阪市立豊仁小学校 - 長柄西2-6-20
- 大阪市立豊崎小学校 - 豊崎4-5-9
- 大阪市立扇町小学校 - 扇町2-7-24

（小中一貫校）
- 大阪市立中之島小学校・中学校（通称・愛称：中之島小中一貫校） - 中之島6丁目。2024年度開校（扇町小学校などから分離新設）

（生徒数減少に伴う統廃合により閉校）
- 大阪市立菅南中学校、大阪市立扇町中学校 - 1995年に統合で天満中学校になる。
- 大阪市立堂島小学校 - 1986年、曽根崎小学校へ統合し廃校。
- 大阪市立曽根崎小学校、大阪市立梅田東小学校 - 1989年に統合し廃校。大阪北小学校を統合新設。
- 大阪市立北天満小学校、大阪市立済美小学校 - 2004年に統合し廃校。扇町小学校を統合新設。
- 大阪市立大阪北小学校 - 曽根崎・梅田東の2校統合で1989年に開校。2007年に扇町小学校に統合し廃校。
- 大阪市立中津南小学校 - 2010年に中津小学校に統合し廃校。

### 特別支援学校
- 大阪府立中津支援学校 - 中津2-2-22

## 公共施設
- 裁判所合同庁舎
  - 大阪高等裁判所
  - 大阪地方裁判所
  - 大阪簡易裁判所
- 大阪法務局北分庁舎（北出張所）
- 大阪弁護士会
- 近畿弁護士会連合会
- なにわ北府税務事務所
- アメリカ総領事館
- 北野病院
- 国際総合病院
- 行岡病院
- 加納総合病院
- 大阪府済生会中津病院

## 集合住宅
前述のとおり近年は都心型の超高層マンションの建設が進んでるため集合住宅が増加している。

### 超高層マンション
- シティタワー大阪天満
- グランドメゾン新梅田タワー
- ザ・パークハウス中之島タワー
- ザ・梅田タワー
- OAPレジデンスタワー
- グランフロント大阪オーナーズタワー
- シティタワー大阪天満
- ジオタワー天六
- レジデンス梅田ローレルタワー
- ジーニス大阪

### 大規模マンション
- ローレルハイツ北天満
- コープ野村梅田
- 淀川リバーサイドタウン桜コーポ
- 淀川リバーサイドタウンさくら
- 淀川リバーサイドタウンエルベノームさくら
- 淀川リバーサイドタウンセンチュリーさくら
- 中津リバーサイドコーポ

### 住宅団地
- 都市再生機構天満橋北市街地住宅
- 都市再生機構リバーサイドながら
- 都市再生機構リバーサイドほんじょう
- 都市再生機構さざなみプラザ
- 市営大淀住宅
- 市営大淀北住宅
- 市営豊崎住宅
- 市営中津住宅
- 市営長柄住宅
- 市営長柄中住宅
- 市営長柄東住宅
- 同心社宅

## 名所・旧跡・文化・観光施設
- 綱敷天神社（喜多埜天神＝キタの天神）
- 綱敷天神社御旅所（梅塚天神）
- 歯神社
- 露天神社（お初天神）
- 大阪天満宮
- 堀川戎神社
- 鶴満寺
- 真宗大谷派天満別院
- 太融寺（新西国三十三箇所観音霊場第2番）
- 中之島
  - 大阪市立東洋陶磁美術館
  - 大阪市中央公会堂
  - 大阪府立中之島図書館
  - 大阪市立科学館
  - 国立国際美術館
  - 大阪中之島美術館
- 造幣博物館 （造幣局内）
- キッズプラザ大阪
- 住まいのミュージアム（大阪くらしの今昔館）
- 大阪市立北図書館
- 扇町プール
- 北新地（曽根崎新地）
- 堂山町
- 中央電気倶楽部
- 梅田ジョイポリス

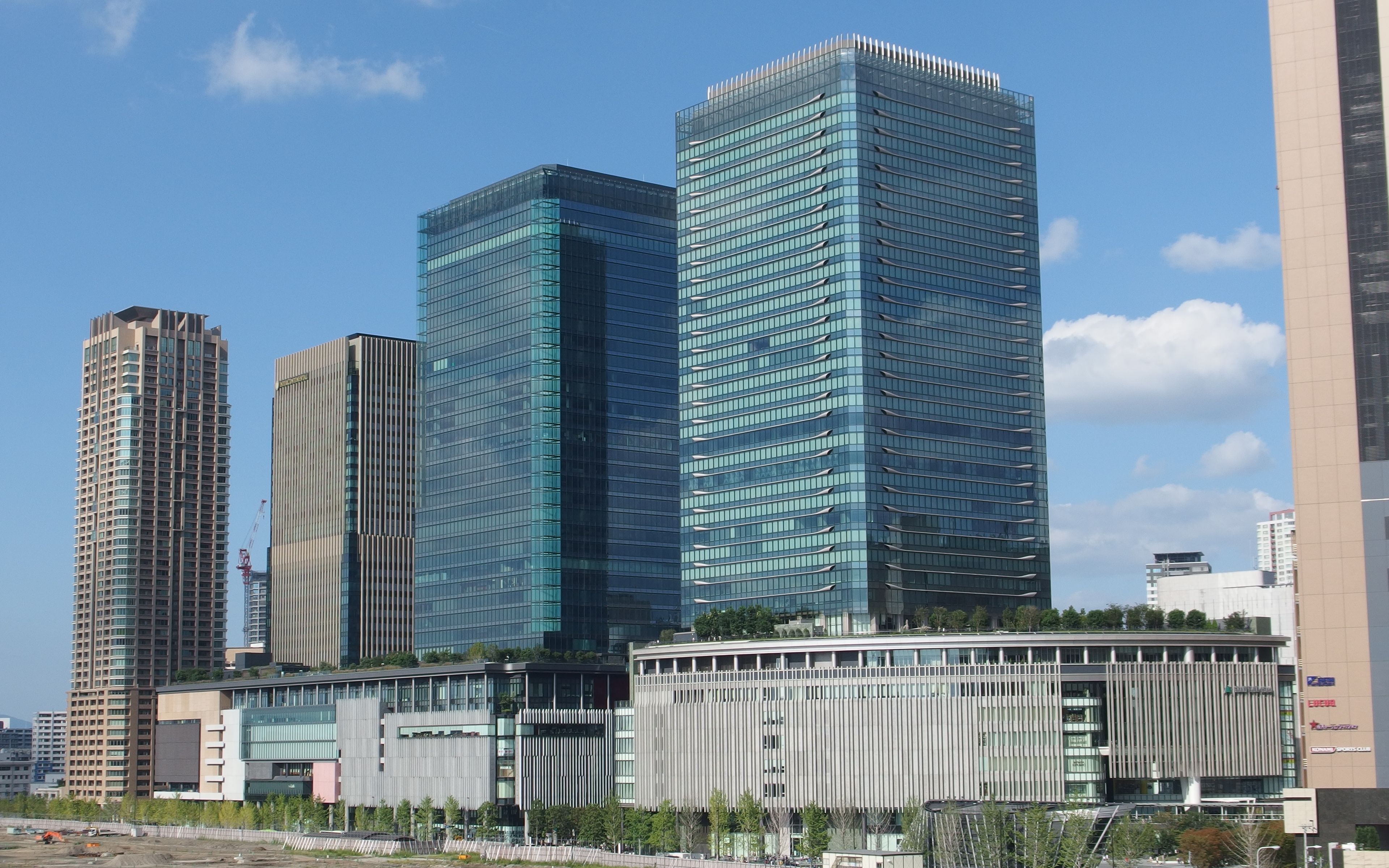
グランフロント大阪
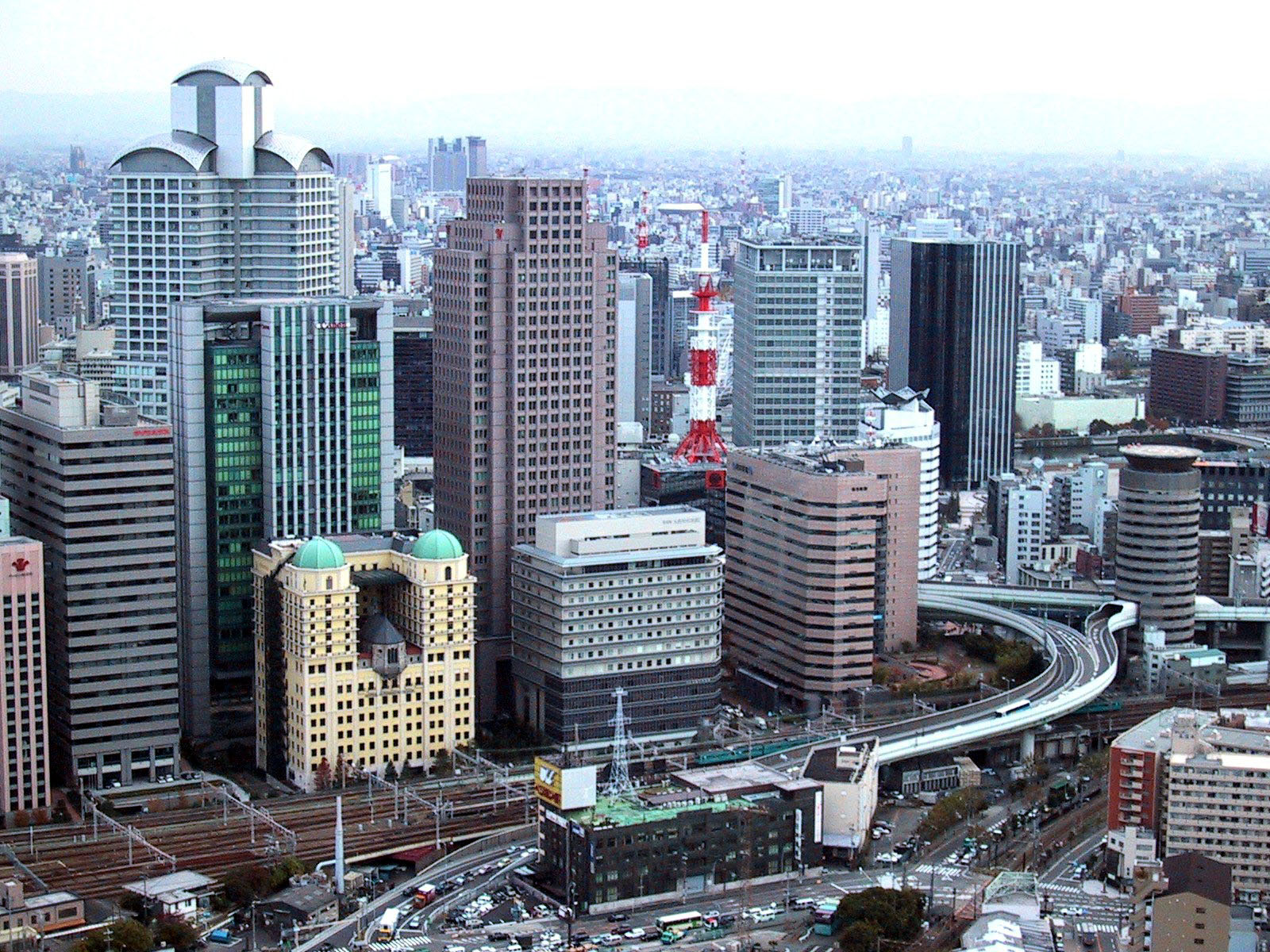
西梅田の超高層ビル群
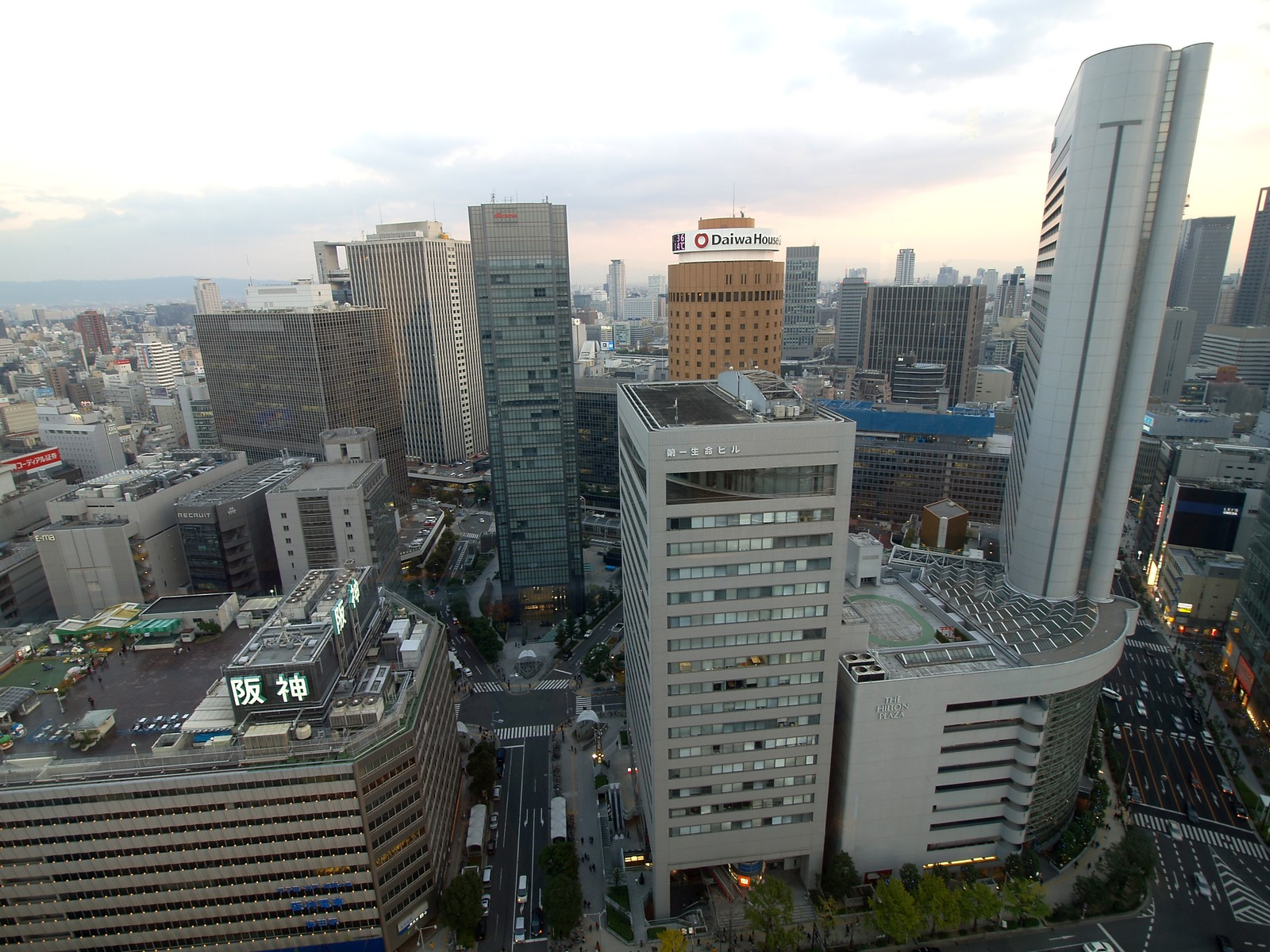
ダイヤモンド地区の超高層ビル群
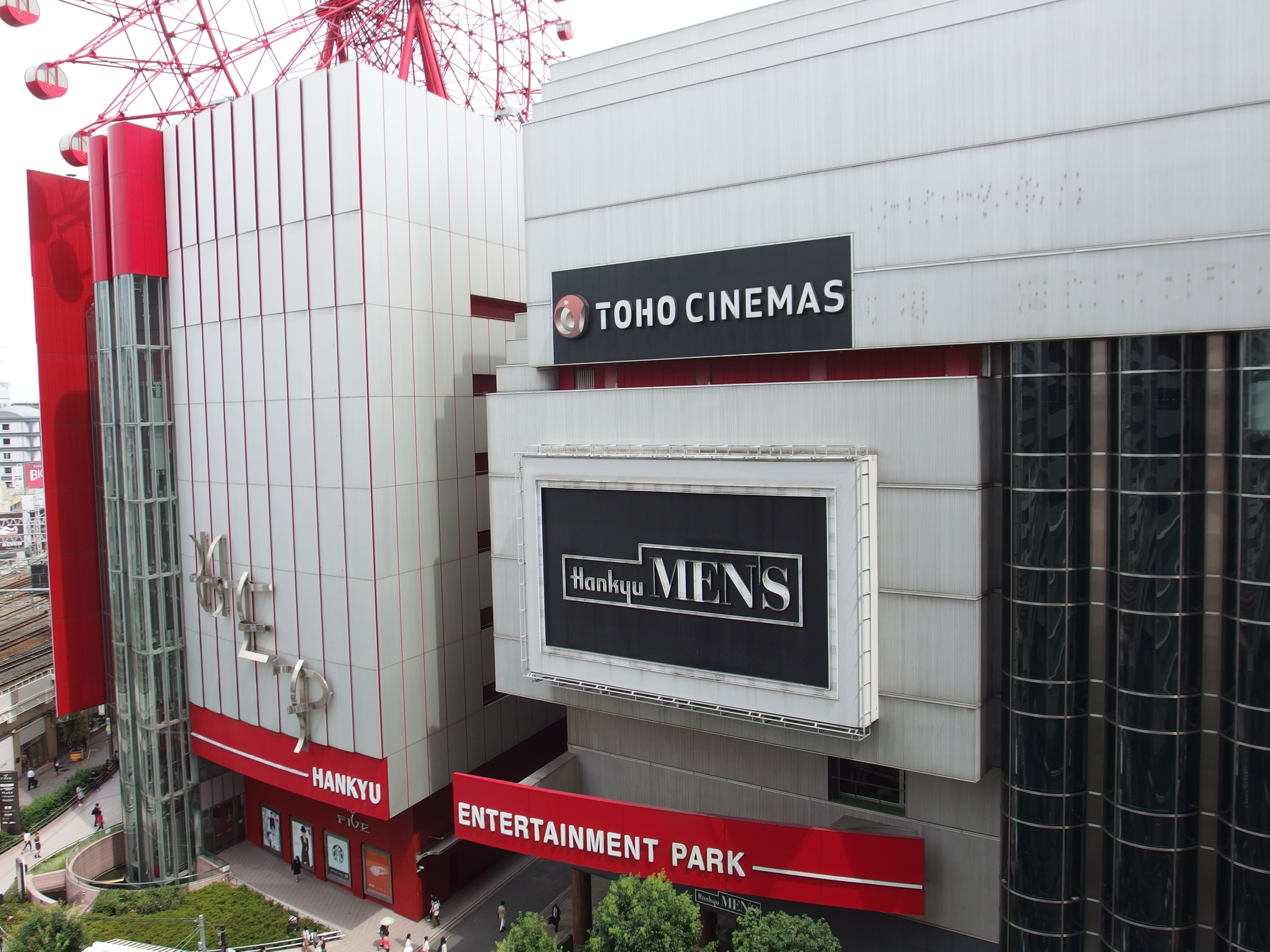
HEP
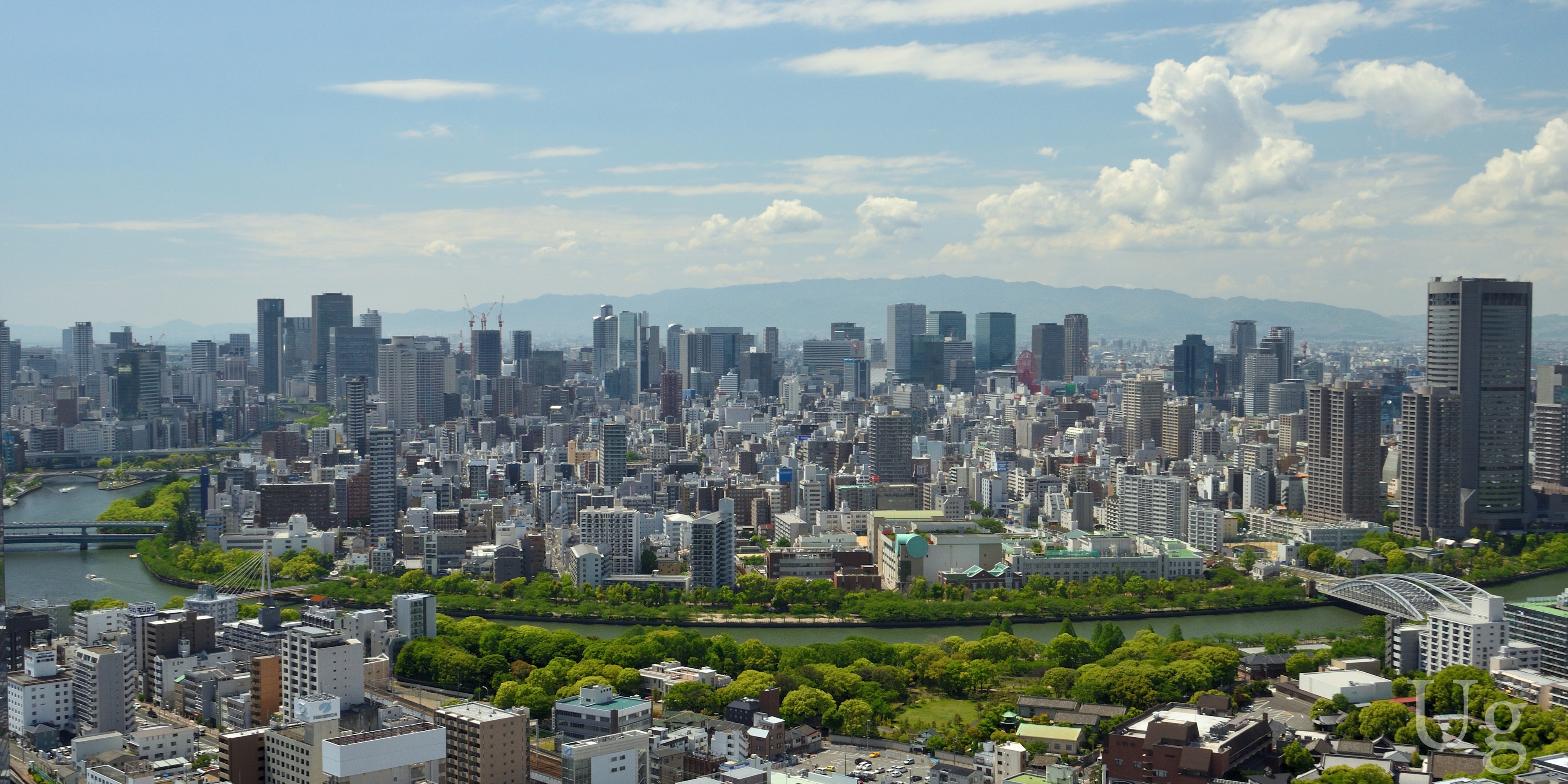
手前は天満、奥は左から中之島・堂島・梅田の高層ビル群 （大川より手前は都島区）
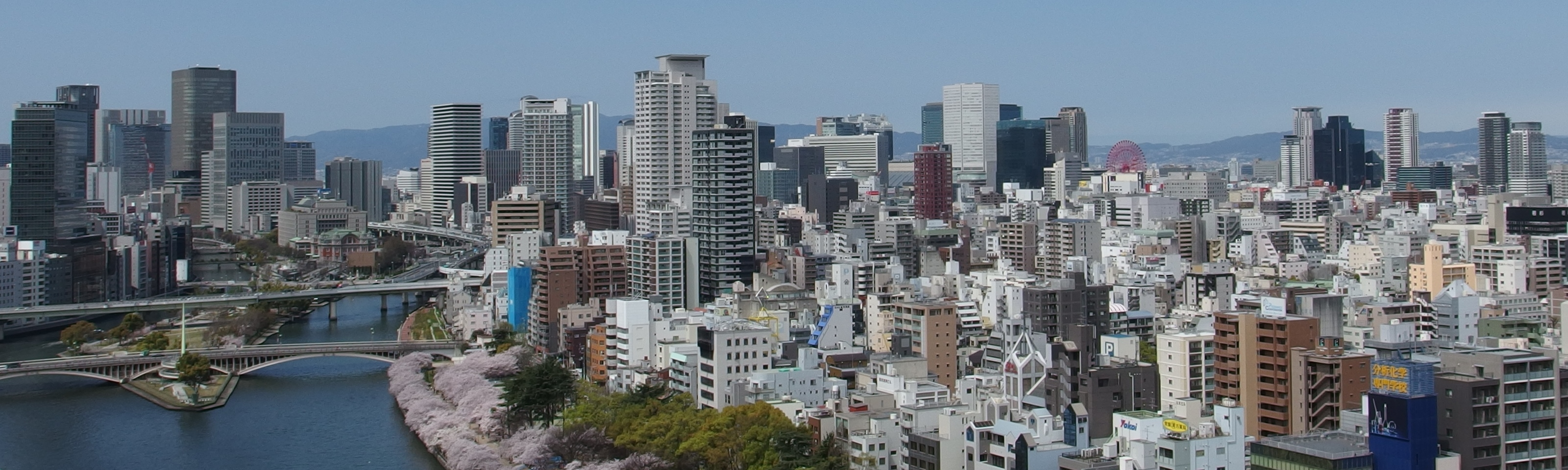
中之島・堂島・梅田近影
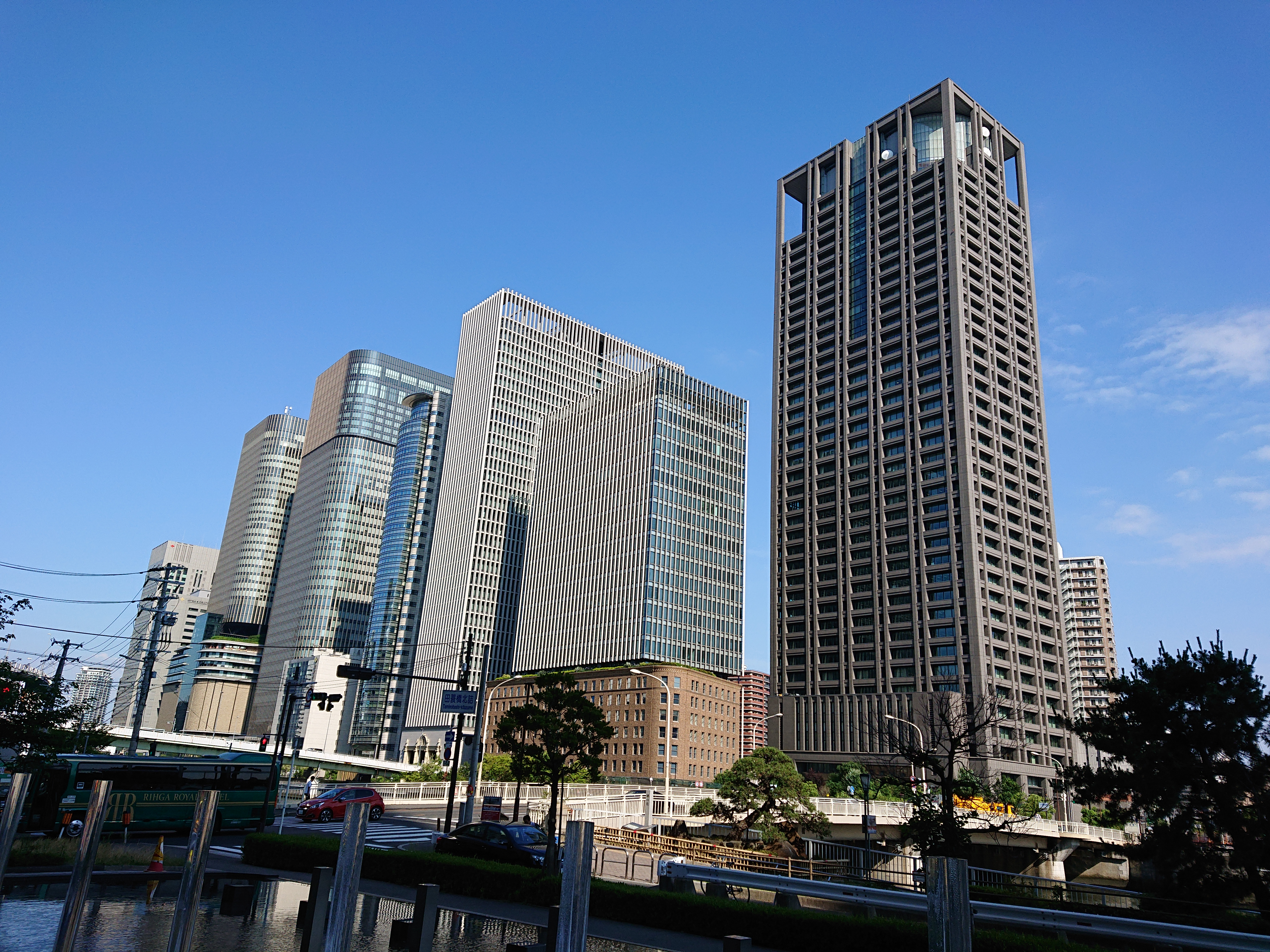
中之島の超高層ビル群

## 北区に本社を置く企業
梅田
- 伊藤忠商事 - 本店・大阪本社
- ダイキン工業 - 本社（2022年11月に中崎西（梅田センタービル）から移転）
- 東洋紡 - 本社（2022年5月に堂島浜（東洋紡ビルディング）から移転）
- エルセラーン化粧品 - 本社
- 学情 - 大阪本社（登記上の本店は東京都中央区）
- 関西ペイント - 本社（登記上の本店は兵庫県尼崎市）
- クラレ - 大阪本社（登記上の本店は岡山県倉敷市）
- グンゼ - 本社（登記上の本店は京都府綾部市）
- 新日本海フェリー - 本社（登記上の本店は北海道小樽市）
- スタジオアリス - 本社
- 大和ハウス工業 - 本社
- タキロンシーアイ - 本店・大阪本社
- 椿本興業 - 本社
- 東洋炭素 - 本社（登記上の本店は西淀川区）
- 日住サービス - 本社
- 日本ハム - 本社
- 阪急交通社 - 本社
- バイエル薬品 - 本社
- 毎日新聞社 - 大阪本社
  - スポーツニッポン新聞社 - 大阪本社
  - 毎日ビルディング - 大阪本社
- 三基商事（ミキプルーンの発売元）- 本社
- JR西日本SC開発 - 本社
- シノプス - 本社
- ライフドリンク カンパニー - 本社
- ファイズホールディングス - 本社

扇町
- 関西テレビ放送 - 本社

大深町
- 日東電工 - 本社（登記上の本店は茨木市）
- 参天製薬 - 本社（東淀川区より移転）
- アストラゼネカ - 日本法人本社（大淀より移転）
- ロート製薬 - グランフロント大阪オフィス（本社は生野区）
- ジェイキャスエアウェイズ

大淀
- カメヤマ - 本社
- 積水ハウス - 本社
- センコー - 本社
- ダイハツディーゼル - 本社
- 日本ペイントホールディングス - 本社
- フェザー安全剃刀 - 本社

角田町
- エイチ・ツー・オー リテイリング - 本社
  - 阪急阪神百貨店
    - 阪急百貨店 - 本店
    - 阪神百貨店 - 本店

神山町
小松原町
- 大阪地下街 - 本社
- クイック - 本社

芝田
- クラスター - 本社
- 西日本旅客鉄道（JR西日本）- 本社
- 阪急阪神ホールディングス - 本社（登記上の本店は池田市）
  - 阪急電鉄 - 本社（登記上の本店は池田市）
  - 阪急阪神ホテルズ - 本社
  - 阪急阪神不動産 - 本社
- 阪神交易 - 本社
- フジキン - 本社

曽根崎
- 旭屋書店 - 本社

太融寺町
茶屋町
- 池田泉州ホールディングス - 本社
  - 池田泉州銀行 - 本店
- MBSメディアホールディングス - 本社
  - 毎日放送 - 本社
  - MBSラジオ - 本社
  - MBS企画 - 本社

豊崎
- ピアス - 本社

天神橋
- アップサイド -本社
- フジオフードシステム -本社

鶴野町
- ヤンマーホールディングス - 本社

同心
- 千趣会（ベルメゾン）- 本社
- 日本メンテナスエンジニヤリング - 本社

堂島・堂島浜
- イソライト工業 - 本社
- MID都市開発 - 本社
- サントリーホールディングス - 本社
- ヴィンクス - 本社
- 西日本高速道路（NEXCO西日本）- 本社

豊崎
- 富士理化工業

天満
- オクジュー - 本社
- 奥田製薬 - 本社
- 象印マホービン - 本社

天満橋
- FM802（FM802・FM COCOLO）- 本社
- カナフレックスコーポレーション - 本店・大阪本社
- ヤマダ・エスバイエルホーム - 本社

堂山町
- LeTech - 本社

中崎
- アートスタッフ - 本社
- メガソフト - 本社
- ワオ・コーポレーション - 本社

中津
- 小太郎漢方製薬 - 本社
- 新日本海新聞社（大阪日日新聞） - 大阪本社
- エフワン - 本社

中之島
- 旭化成 - 大阪本社
- 朝日新聞社 - 本店・大阪本社
- I-ne - 本社
- エディオン - 本社（登記上の本店は広島市中区）
- 大林組 - 大阪本店
- カネカ - 本店・大阪本社
- 関西電力 - 本店
  - 関西電力送配電 - 本社
  - 関電不動産など関連企業 - 本社
- 大建工業 - 本社（登記上の本店は富山県南砺市）
- 大広 - 本店・大阪本社
- ダイドードリンコ - 本社
- ダイビル - 本社
- ダイワボウホールディングス - 本社
- ダイワボウ情報システム - 本社
- 椿本チエイン - 本社
- 帝人 - 本店・大阪本社
- 東レ - 大阪本社（登記上の本店は東京都中央区）
  - 東レ建設 - 本社所在地
- 成川商会 - 本社
- 日刊スポーツ新聞西日本 - 本部・大阪本社
- レンゴー - 本社所在地（登記上の本店は福島区）
- ロイヤルホテル - 本社
- 中央自動車工業 - 本社

長柄
東天満
- ECCグループ - 総本部
- 東亜通商 - 本社

西天満
- 積水化学工業 - 本店・大阪本社
- 粧美堂 - 大阪本社（登記上の本店は東京都港区）

野崎町
- 読売新聞大阪本社
- 報知新聞社（スポーツ報知） - 大阪本社

万歳町
- ヤマヒサ - 本社
- ワオ・コーポレーション - 本社

本庄
- きんでん - 本社

南扇町
南森町
与力町
- インポートロッサ - 本社

## 出身者

### 経済
- 藤尾政弘 - フジオフードシステム創業者。天神橋生まれ。

### 学術
- 渡瀬譲 - 物理学者。生家は梅田にあった。大阪市立大学・大阪女子大学の学長を歴任。

### 文化・芸術・芸能
- 4代目市川荒五郎 - 歌舞伎俳優
- 初代大江美智子 - 女優。曾根崎生まれ。
- SoCo - ラジオパーソナリティ
- 5代目桂文枝 - 落語家。天神橋生まれ。
- TAKA - ヒップホップミュージシャン
- 武智鉄二 - 演劇評論家
- NON STYLE - 漫才コンビ。石田明・井上裕介とも中津出身。
- 長谷川幸延 - 小説家、劇作家
- 林正之助 - 吉本興業元会長
- 林弘高 - 吉本興業元社長
- 村上華岳 - 日本画家
- 桐谷健太 - 俳優。天神橋筋六丁目出身
- 河井ゆずる - 芸人（アインシュタイン）

### スポーツ
- 稲田悦子 - フィギュアスケート選手。菅南小学校（現：西天満小学校）6年時に、1936年ガルミッシュ・パルテンキルヘンオリンピックに出場
- 植松優友 - 野球選手
- 金城隼平 - プロボクサー。第6代日本バンタム級ユース王者。

### 北区ゆかりの有名人
- 川端康成 - 小説家。天満の此花町（現：天神橋1丁目）で生まれる。三島郡豊川村（現：茨木市）で育つ。
- 喜多條忠 - 作詞家。菅南中学校（現在は閉校。統合で天満中学校）卒業。
- 田宮二郎 - 俳優。北区生まれ。京都で育つ。
- 竹綱貞男 - 実業家。南区（現：中央区）生まれ。堂島小学校（現在は閉校）に通っていた。
- 宮本輝 - 作家。神戸市生まれ、曽根崎小学校（現在は閉校）に通っていた。
- 森繁久彌 - 俳優。現在の枚方市生まれ。堂島小学校（現在は閉校）に通っていた。
- 大川ミサオ - 長寿世界一。

## 北区を舞台とした作品
- 曽根崎心中 - 近松門左衛門作
- 蝶々殺人事件 - 横溝正史作。コントラバスケースに入った死体が中之島公会堂に届けられる。
- ぴあの - NHK連続テレビ小説（1994年下半期）。西天満が舞台。
- 芋たこなんきん - NHK連続テレビ小説（2006年下半期）。天満が舞台。
- ごちそうさん - NHK連続テレビ小説（2013年下半期）。天満も舞台の一つ。